# Сунтар
Сунтар (рус. Сунтар; јакутски: Сунтаар) село је, главно насеље Сунтарског рејона Републике Јакутије у Русији. Сунтар се налази на левој обали Виљуја, који се улива у Лену.
Село има 8819 становника (2001), имало је 6500 становника 1989. године.
Сунтар је основан 1745. године Василијом Поповом. Од 1930. године је центар Сунтарског рејона.
Нема железнице, али постоје лука на Виљују и аеродром. У Сунтару се налазе болнице, школе, народно позориште. Сточарство, земљорадња (кромпири, поврће).

## Становништво
| 1959. | 1970. | 1979. | 1989. | 2002. | 2010.  |
| ----- | ----- | ----- | ----- | ----- | ------ |
| 3.877 | 5.702 | 6.338 | 6.707 | 8.930 | 10,034 |